# Scleria alpina
Scleria alpina är en halvgräsart som beskrevs av Earl Lemley Core. Scleria alpina ingår i släktet Scleria och familjen halvgräs. Inga underarter finns listade i Catalogue of Life.